# Kewani
Kewani és un riu del districte de Lamkhipur-Kheri a Uttar Pradesh, antiga regió de l'Oudh, Índia. Neix a les muntanyes de Jumaita al sud-oest de Kheri i corre en direcció sud-sud-est fins a desaiguar al Chauka, a uns 105 km del seu naixement. No és navegable. L'amplada supera els 15 metres i la profunditat mitjana màxima no arriba als 3 metres en temps de pluja. Sanda i Nabinagar són a la seva riba.